# Обнорская (станция)
Обнорская — грузовая станция Западно-Сибирской железной дороги, находящаяся в Кузнецком районе г. Новокузнецка.

## История
Своим появлением железнодорожная станция Обнорская обязана строительству в Кузнецком районе города Сталинска Кузнецкого завода ферросплавов и эвакуированному в 1942 году Алюминиевому заводу. Кроме того, в городе было начато строительство Кузнецкой ТЭЦ и происходило дальнейшее развитие шахт Байдаевского угольного района. К этому времени назрела необходимость доставки оборудования, сырья и перевозки угля железнодорожным транспортом для вновь строящихся предприятий.
Станция образована на базе поста «ФАС» (ферроалюминьстрой), который был заложен в тяжелые военные годы в Кузнецком районе города Сталинска, когда фронту нужен был металл и уголь. Пост принадлежал в те годы особо-строительно-монтажной части №3. Путевое развитие состояло из 2-х путей вместимостью по 30 вагонов каждый. За станцией был закреплен один маневровый паровоз серии Эм732-58. Штат работников составлял 46 человек.
В состав Министерства путей сообщения пост ФАС был передан в 1949 году, перешел в распоряжение Новокузнецкого отделения Томской железной дороги и был переименован в станцию Обнорская (подтверждение – трудовая книжка работника станции Батовой В.Ф.). Первым начальником станции был назначен Щелканов Кузьма Поликарпович. В 1949 году размеры движения составляли 2 пары поездов в сутки.
Название станция получила от своего месторасположения - улицы Обноского города Сталинска, на месте которой в 1940-е годы была охотничья слобода. Начало улицы было положено с появлением эвакуированных заводов. Сама же улица названа в честь основателя Северного Союза русских рабочих, одного из первых революционеров России, проживавшего в городе Кузнецке, Виктора Павловича Обнорского.
С первых лет создания станции Обнорская, ее коллектив неоднократно признавался победителем среди грузовых станций отделения и управления Томской, а после 1961 года – Западно-Сибирской железной дороги.
В 1966 году на станцию прибыл первый поезд на электрической тяге. Завершена электрификация участка Водный – Обнорская. 

## Современное состояние
Сегодня железнодорожная станция Обнорская – это крупная грузовая станция 1 класса в городе Новокузнецке, осуществляющая свою работу на полигоне Западно-Сибирской железной дороги. Станция входит в состав Новокузнецкого центра организации работы железнодорожных станций. Штат работников станции составляет 45 человек.
Путевое развитие станции состоит из одного парка, включающего в себя 6 приемоотправочных путей и 5 выставочных путей тупикового типа. На станции работает один маневровый тепловоз ОАО «РЖД» серии ТЭМ18Д(ДМ). Выход на общую сеть железных дорог осуществляется через станцию Водный (рзд.). Выход на железнодорожные пути необщего пользования промышленных предприятий осуществляется через 7 примыканий. 
Станция Обнорская обслуживает крупнейшие металлургические, угольные, энергетические и строительные предприятия Кузбасса – АО «Кузнецкие ферросплавы», АО «РУСАЛ Новокузнецкий алюминиевый завод», АО «Распадская угольная компания» (ЦОФ «Абашевская»), АО «Кузнецкая ТЭЦ» ООО «Сибирская генерирующая компания», АО «Новокузнецкий завод резервуарных металлоконструкций им. Н.Е. Крюкова», АО «Завод Универсал». 
Также станция обслуживает и другие промышленные предприятия и организации промышленных зон Кузнецкого и Орджоникидзевского района города Новокузнецка: ООО «Альфа-транс», ООО «ТД «Транс-Ойл», ООО «Тринити», ООО «Стройлогистика», ООО «Транспорт Логистика Сервис», ООО «Новокузнецкое шахтостроймонтажное управление №6» и др.
Станция грузит и выгружает такие номенклатуры грузов как: каменный уголь, цветные металлы, черные металлы и лом черных металлов, флюсы, кокс, металлические конструкции, машины и оборудование, метизы, химикаты и сода, промышленное сырье и формовочные материалы, грузы в контейнерах, кварцит, глинозем, щепа. Объем среднесуточной погрузки станции составляет 150 вагонов в сутки, выгрузки – 200 вагонов в сутки.
На станции имеется 6 путей основного парка. Выход на общую сеть дорог осуществляется через рзд. Водный.
На станции работает маневровый тепловоз ТЭМ18Д(ДМ) «дороги» (ОАО РЖД), выезжают тепловозы предприятий (ТЭМ2 (УМ), ТГМ4 (Б), ТЭМ18д (ДМ)).
Поезда на станцию приводят и вывозят электровозы ВЛ10У, 2ЭС6, 2ЭС10.